# رودني غاليتشا
رودني غاليتشا واي رودينو (من مواليد 2 يونيو 1979، سان فرناندو، جزيرة سيبويان، رومبلون في الفلبين، وهو الابن الأكبر للموظفة الحكومية نينيتا رودنيو واي روميرو من سان فرناندو وساعي البريد رودريجو غاليتشا واي غالينديز من ألكانتارا في رومبلون) ناشط بيئي فلبيني، وناشط في مجال حقوق الإنسان، ومنخرط حاليًا في مجال العدالة المناخية وحفظ التنوع البيولوجي وإدارة النزاعات على الموارد الطبيعية. ألف كتاب بحجم الجيب حول قضايا البيئة الناشئة بعنوان نحن الطبيعة. حصل في 5 ديسمبر 2013 على جائزة البطل الوطني للبيئة لعام 2013 من مركز الاهتمامات البيئية بالتعاون مع وزارة البيئة والموارد الطبيعية في جمهورية الفلبين. كان المدير الفلبيني لمشروع الواقع المناخي، وينجز حاليًا عمله التطوعي في منظمة بيئية وثقافية تسمى باياي سيبويانون في موطنه، جزيرة سيبويان. أدرجته مجلة تاتلر الفليبينية في عام 2018 في قائمة الجيل تي كواحد من ألمع 50 مشبّكًا وصاحب رؤى إبداعية، ومبتكر مؤثر، وذو مواهب فذة في الفلبين. حصل على جائزة الفتيان المميزين (تويم) في الفلبين لعام 2018. يعمل بغاية تكثيف النشاط المناخي والبيئي كرئيس لحركة ليفينغ لوداتو سي في الفلبين، والمنظم الوطني لأكسيون كليما الفلبينية، وهي منصة إخبارية دينية تنتج وتوزع تقارير أصلية عن البيئة وأزمة المناخ وحملة لوداتو سي العالمية للكنيسة الكاثوليكية.

## التعليم
درس غاليتشا الابتدائي في مدرسة سان فرناندو المركزية وأنهى تعليمه الثانوي في كلية سيبويان للفنون التطبيقية (الآن جامعة ولاية رومبلون). التحق بدورات جامعية تحضيرية في كلية سان لورينزو رويز في رومبلون رغبة منه في أن يصبح كاهنًا في يوم من الأيام. قُبل في الكلية الملكية والبابوية المشتركة بين الأبرشيات في الفلبين، وجامعة سانتو توماس، في الكلية المركزية، إذ مكث كإكليريكي مقيم لمدة أربع سنوات.
تخرج غاليتشا بدرجة بكالوريوس في الفلسفة وبكالوريوس في الآداب الكلاسيكية من كليات الدراسات الكنسية، ودرّس الأخلاقيات البيئية وعلم الاجتماع والتاريخ الفلبيني والفلسفة في كلية سان خوان دي ليتران في انتراموروس في مانيلا بين عامي 2002-2005. 2005. أصبح باحثًا زائرًا في الجامعة الكاثوليكية في لوفان في عام 2009.